# Färöische Fußballnationalmannschaft (U-21-Männer)

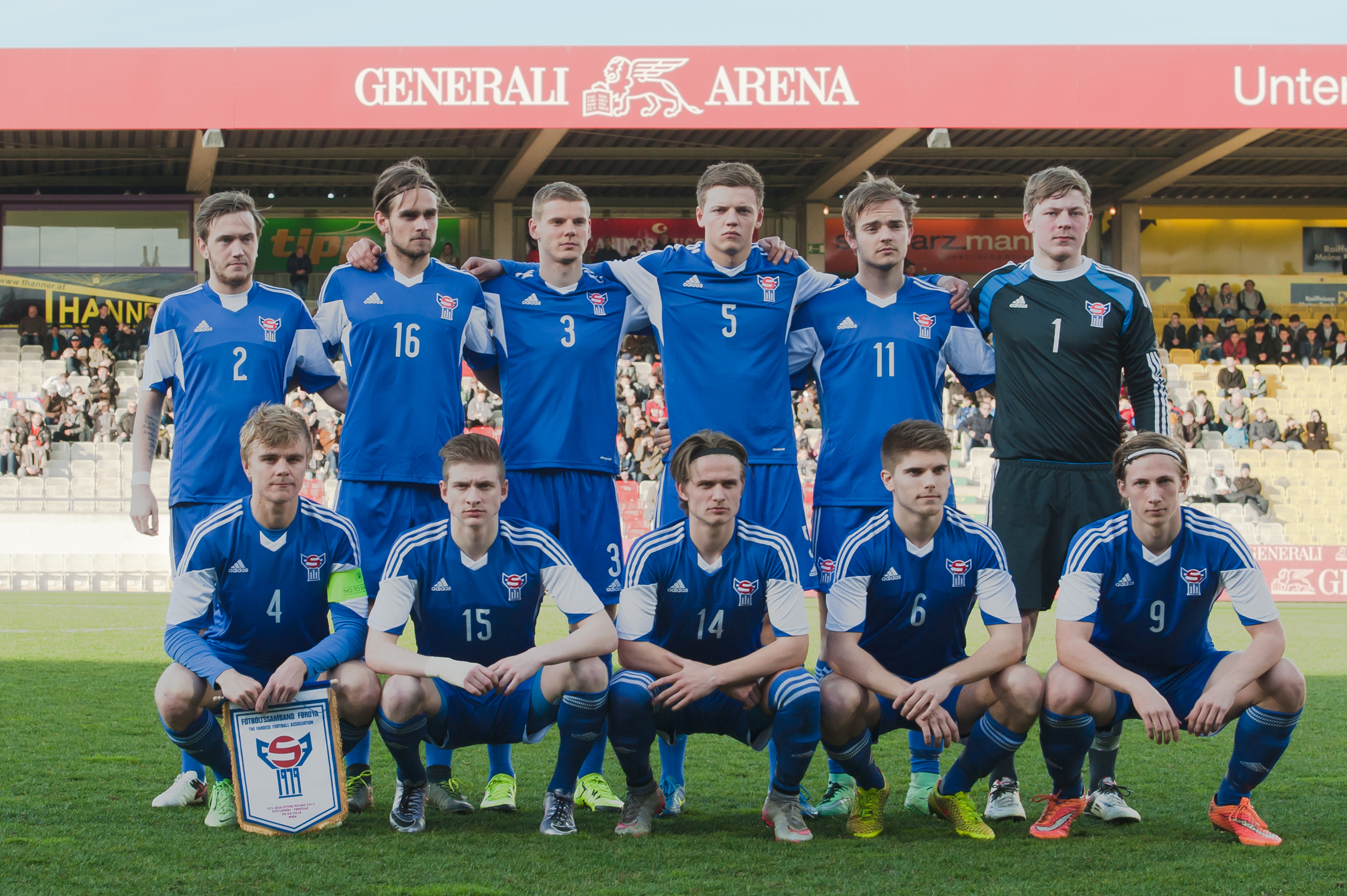
Die färöische Fußballnationalmannschaft U-21 am 29. März 2016 beim Länderspiel gegen Österreich in Wien

Die färöische U-21-Fußballnationalmannschaft ist eine Auswahlmannschaft des Fótbóltssamband Føroya (FSF). Sie repräsentiert den färöischen Fußballsport auf U-21-Ebene in internationalen Vergleichen.
Spielberechtigt sind alle Färinger, die ihr 21. Lebensjahr noch nicht vollendet haben. Bei Turnieren ist das Alter beim ersten Qualifikationsspiel beziehungsweise am 1. Januar des in den Turnierregeln genannten Jahres maßgeblich. So durften für die 2011 begonnene Qualifikation zur EM 2013 Spieler eingesetzt werden, die am oder nach dem 1. Januar 1990 geboren wurden.

## Geschichte
Nur einen Tag nach dem Spiel der A-Nationalmannschaft gegen Israel am 5. August 1992 bestritten auch beide U-21-Auswahlmannschaften ein Freundschaftsspiel gegeneinander. Uni Arge, Allan Mørkøre, Jacob Eli Olsen, Óli Johannesen und Todi Jónsson kamen hierbei in beiden Partien zum Einsatz. Dies sollte jedoch bis 2007 die einzige Begegnung der U-21 der Färöer bleiben, erst zur Qualifikation für die U-21-EM 2009 trat die Mannschaft wieder zu Spielen an. Dort gelang gegen Aserbaidschan ein Sieg sowie ein Unentschieden, so dass die Gruppe mit vier Punkten vor Aserbaidschan auf dem vorletzten Platz abgeschlossen wurde.
Auch wenn bisher die Qualifikation zur U-21-Europameisterschaft nie erfolgreich überstanden wurde, gelang mit einem 1:0-Sieg gegen Russland in der Qualifikation zur U-21-EM 2011 bereits ein vergleichsweise großer Erfolg. Mit insgesamt drei Siegen (weitere Siege folgten gegen Lettland und Andorra) und zwei Unentschieden aus zehn Spielen wurde mit elf Punkten vor Andorra erneut der vorletzte Platz belegt.
In der Qualifikation zur U-21-EM 2013 belegten die Färöer mit drei Unentschieden aus acht Spielen, darunter einem 1:1 gegen Dänemark, den letzten Platz. Auch in der Qualifikation zur U-21-EM 2015 wurde der letzte Platz belegt, wobei im ersten Spiel ein 2:2 gegen Rumänien erreicht wurde. Der einzige Sieg gelang im letzten Spiel gegen Montenegro. Bei der Qualifikation zur U-21-EM 2017 konnte mit einem 1:1 im Auswärtsspiel gegen Aserbaidschan ein Unentschieden verbucht werden.

### Teilnahme bei U-21-Europameisterschaften
| 1992–2007                   | nicht teilgenommen |
| 2009 in Schweden            | nicht qualifiziert |
| 2011 in Dänemark            | nicht qualifiziert |
| 2013 in Israel              | nicht qualifiziert |
| 2015 in Tschechien          | nicht qualifiziert |
| 2017 in Polen               | nicht qualifiziert |
| 2019 in Italien             | nicht qualifiziert |
| 2021 in Slowenien & Ungarn  | nicht qualifiziert |
| 2023 in Rumänien & Georgien | nicht qualifiziert |

## Trainer
Von 2007 bis 2014 fungierten die Färinger Heðin Askham und Bill McLeod Jacobsen als Trainergespann der U-21. Von 2015 bis 2016 führte Letztgenannter das Amt alleine aus, Co-Trainer in diesem Zeitraum war Eli Hentze. Dieser übernahm 2017 das Amt des Trainers und wird seitdem von Jógvan Hendrik Samuelsen assistiert. Torwarttrainer ist der Ungar András Gángó, welcher für Skála ÍF in der Effodeildin spielt.

## Rekordspieler

### Nach Einsätzen
Stand: 10. November 2017
| Rang | Name                     | Einsätze | Tore | Zeitraum  |
| ---- | ------------------------ | -------- | ---- | --------- |
| 01.  | Kristoffur Jakobsen      | 18       | 2    | 2007–2010 |
| 02.  | Rógvi Holm               | 15       | 0    | 2009–2012 |
| 03.  | Róaldur Jakobsen         | 14       | 2    | 2008–2012 |
|      | Páll Klettskarð          | 14       | 0    | 2009–2012 |
| 05.  | Jóannes Bjartalíð        | 13       | 0    | 2015–0000 |
|      | Hákun Edmundsson         | 13       | 1    | 2015–0000 |
| 07.  | René Shaki Joensen       | 12       | 0    | 2011–2014 |
|      | Jákup Thomsen            | 12       | 1    | 2015–0000 |
| 09.  | Gunnar Zachariasen       | 11       | 4    | 2011–2014 |
|      | Hørður Askham            | 11       | 1    | 2013–2016 |
|      | Teit Jacobsen            | 11       | 1    | 2016–0000 |
|      | Gilli Sørensen           | 11       | 1    | 2011–2013 |
|      | Betuel Hansen            | 11       | 0    | 2015–0000 |
|      | Hallur Hansson           | 11       | 0    | 2009–2013 |
|      | Pól Jóhannus Justinussen | 11       | 0    | 2008–2010 |
|      | Christian Mouritsen      | 11       | 0    | 2007–2009 |

Jüngster eingesetzter Spieler war Hallur Hansson mit 17 Jahren und 2 Monaten.

### Nach Toren
Aufgelistet sind nur mehrfache Torschützen.
Stand: 10. November 2017
| Rang | Name                  | Tore | Einsätze | Zeitraum  |
| ---- | --------------------- | ---- | -------- | --------- |
| 01.  | Gunnar Zachariasen    | 4    | 11       | 2011–2014 |
| 02.  | Meinhard Olsen        | 3    | 08       | 2015–0000 |
|      | Jóan Símun Edmundsson | 3    | 09       | 2009–2012 |
| 04.  | Ári Jónsson           | 2    | 07       | 2014–2016 |
|      | Róaldur Jakobsen      | 2    | 14       | 2008–2012 |
|      | Kristoffur Jakobsen   | 2    | 18       | 2007–2010 |

Weitere 19 Spieler erzielten jeweils einen Treffer. Jüngster Torschütze ist Poul Ingason mit 17 Jahren und 8 Monaten.